# Leporinus acutidens
Leporinus acutidens, denominada popularmente boga o boguita, es una especie del género de peces de agua dulce Leporinus, la familia Anostomidae en el orden Characiformes. Habita en aguas cálidas o templado-cálidas del centro de América del Sur. Su longitud total ronda los 33 cm. Fue descrita originalmente en el año 1837 por el zoólogo francés Achille Valenciennes. La localidad tipo es: «Río de la Plata y río Santiago». 

## Distribución
Esta especie se encuentra en ríos de aguas tropicales y subtropicales de América del Sur, llegando por el sur hasta el sur a la cuenca del Plata, en el Brasil, Paraguay y el nordeste de la Argentina.